# Roman Neustädter
Roman Neustädter (Dnipropetrovsk, Unió Soviètica, 18 de febrer de 1988) és un futbolista alemany nacionalitzat rus; Juga com a migcampista defensiu en el Schalke 04 de la Bundesliga i és internacional per la Selecció de futbol de Rússia des del 2016.

## Biografia
Roman Neustädter va néixer el 18 de febrer de 1988 en ¡Dnipropetrovsk (Ucraïna, llavors part de la Unió Soviètica). El seu pare, el futbolista kazakh-germà Peter Neustädter, estava jugant en el FC Dnipro Dnipropetrovsk de la Primera Divisió soviètica al moment que el seu fill va venir al món. Roman viu a Alemanya des dels quatre anys i ha passat tota la seva infància en Magúncia.
Des de jove va formar part del planter del 1. FSV Mainz 05, on el seu pare triomfava com a defensa central, i entre 2006 i 2009 va formar part del filial. El debut en el primer equip arribaria el 2008, ocupant la demarcació de migcampista defensiu, i tan sols un any després va ser contractat pel Borussia Mönchengladbach de la Bundesliga. De les tres temporades que va romandre allí, la seva millor campanya va ser la 2011/12 després que el conjunt renà aconseguís classificar-se per la Lliga de Campions de la UEFA. Al mateix temps va debutar en la selecció sub-21 de Alemanya.
El 2012 va ser contractat per quatre temporades pel FC Schalke 04, al que va arribar amb la carta de llibertat.
Malgrat el seu passat amb les categories inferiors germanes, Neustädter va acabar acceptant la trucada de la selecció absoluta de Rússia per disputar l'Eurocopa 2016.

## Clubs
| Club                     | País     | Any            | Partits | Gols |
| 1. FSV Mainz 05          | Alemanya | 2008 - 2009    | 16      | 1    |
| Borussia Mönchengladbach | Alemanya | 2009 - 2012    | 58      | 1    |
| FC Schalke 04            | Alemanya | 2012 - Present | 85      | 6    |